# K sojedinieniju
K sojedinieniju (ros. К соединению) – jedno z trzech rosyjskojęzycznych czasopism propagujących Kościół katolicki obrządku bizantyjsko-słowiańskiego, wydawane w latach 1932–1936 w Wilnie.